# Human Nature (chanson de Madonna)
Cet article concerne la chanson de Madonna. Pour la chanson de Michael Jackson, voir Human Nature.
Pour les articles homonymes, voir Human Nature.
Singles de Madonna
Bedtime Story
(1995) You'll See
(1995)
Pistes de Bedtime Stories
Inside of Me
(5) Forbidden Love
(7)
Human Nature est le dernier extrait sorti en 1995 de l'album Bedtime Stories de Madonna.

## Informations
Dans cette chanson, Madonna parle de l'époque où elle a lancé son livre très controversé SEX (1992) et en parallèle son album tout aussi provocant, Erotica. Les paroles de cette chanson n'atténuent pas la controverse, bien au contraire car Madonna assume clairement ses choix : « I'm not sorry, it's human nature » (« Je ne suis pas désolée, c'est la nature humaine ») ou encore « Oops, I didn't know I couldn't talk about sex » (« Je ne savais pas que je ne pouvais pas parler de sexe »).

## Vidéoclip
Le vidéoclip, également très controversé, a été dirigé par Jean-Baptiste Mondino, comme ses clips précédents Open Your Heart et Justify My Love. Tournée à Hollywood, cette vidéo sera faite au début de 1995.
Habillée d'une combinaison en vinyle noir, et accompagnée de danseurs des deux sexes, plusieurs séquences utilisent clairement des codes du sadomasochisme comme le bondage et la fessée.